# رأی اعتماد به هیئت وزیران مسعود پزشکیان
طبق قانون اساسی تعیین وزیر با رئیس‌جمهور است؛ از این رو رئیس‌جمهور باید بعد از احراز شرایط مربوط به وزراء صلاحیت عمومی آن‌ها را تأیید کرده و به مجلس معرفی کند. تأیید کابینه رئیس‌جمهور در ایران و بررسی صلاحیت و دادن رای اعتماد به وزرای پیشنهادی توسط مجلس شورای اسلامی انجام می‌شود. مسعود پزشکیان طبق قانون تا ده روز پس از مراسم تحلیف فرصت دارد تا کابینه خود را معرفی کند. بر اساس آیین‌نامه بعد از اعلام وصول، نمایندگان یک هفته فرصت بررسی وزرای پیشنهادی را دارند و دستورکار صحن فقط رای اعتماد به وزرا می‌شود.
محمدجواد ظریف به‌عنوان رئیس شورای راهبری، مسئول معرفی نامزدهای وزارتخانه‌ها در کابینه بود. او کمیته‌هایی برای انتخاب وزرا تشکیل داد و قرار بود که ۶۰ درصد وزیران پیشنهادی دولت جدید، سن‌شان کمتر از ۵۵ سال باشد و همچنین ۶۰ درصد آن‌ها هم برای نخستین بار عضو کابینه شوند. فهرست وزرای پیشنهادی برای اخذ رأی اعتماد از مجلس در ۲۱ مرداد اعلام شد و با واکنش‌های گسترده‌ای مواجه گردید. بخشی از اصلاح‌طلبان و حامیان پزشکیان از وزرای پیشنهادی ابراز ناامیدی کردند. ظریف پس از آن استعفا داد. نمایندگان مجلس پس از پنج روز بررسی وزرای پیشنهادی، در ۳۱ مرداد به ۱۹ وزیر معرفی‌شده رای اعتماد دادند. پیش از آغاز رأی اعتماد به کابینه چهاردهم، پزشکیان در دفاع از وزرای پیشنهادی تأکید کرد که فهرست کابینه را با سید علی خامنه‌ای هماهنگ کرده است. بر اساس نتایج رأی‌گیری، عزیز نصیرزاده، وزیر دفاع و پشتیبانی نیروهای مسلح، با ۲۸۱ رأی بالاترین و محمدرضا ظفرقندی، وزیر بهداشت، درمان و آموزش پزشکی با ۱۶۳ رأی، پایین رأی اعتماد را از مجلس شورای اسلامی گرفتند.

## وزرای پیشنهادی

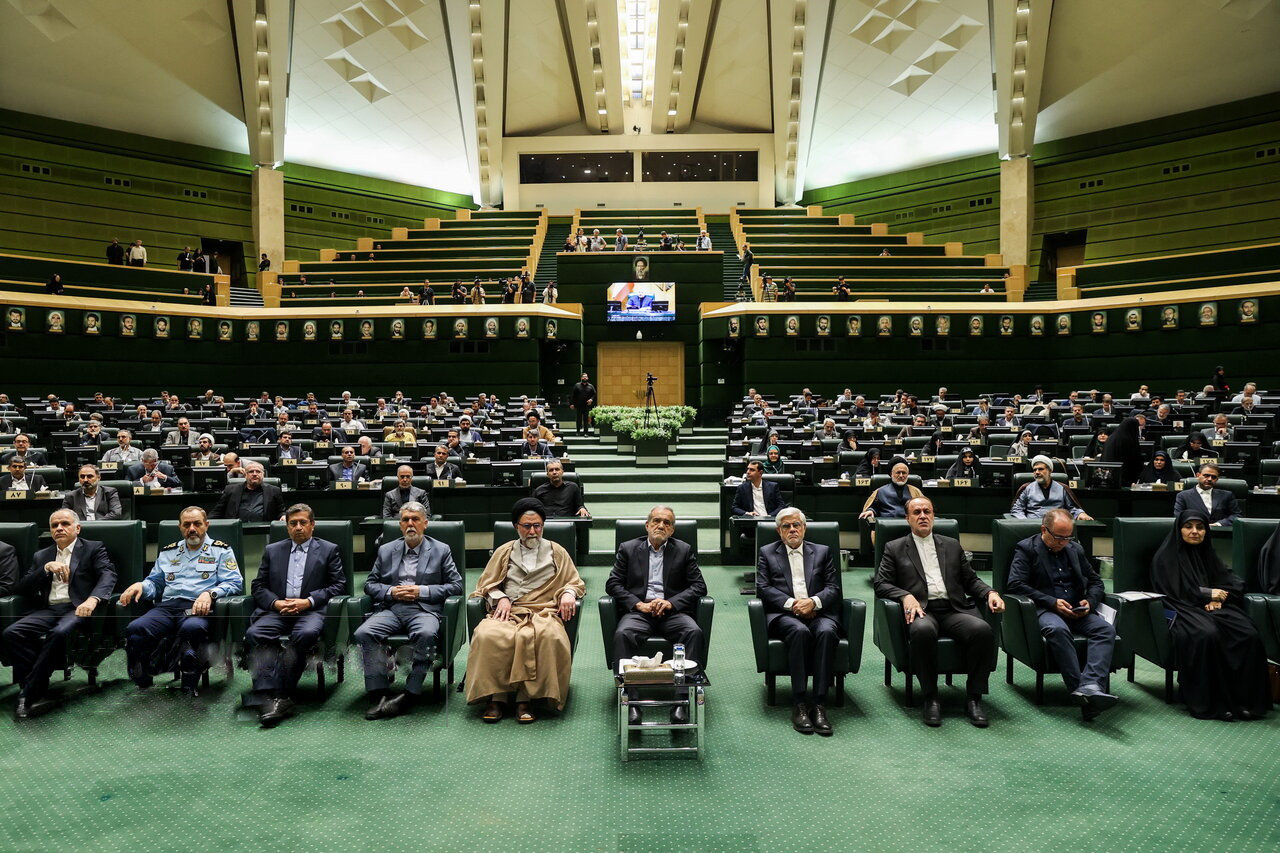
تصویری از حضور پزشکیان، وزرای پیشنهادی و دیگر اعضای دولت در جلسه رای اعتماد

اسامی وزیران پیشنهادی مسعود پزشکیان برای دولت چهاردهم که در ۲۱ مرداد ۱۴۰۳ به مجلس معرفی شدند به این شرح است:
1. علیرضا کاظمی (آموزش و پرورش)
2. سید ستار هاشمی (ارتباطات و فناوری اطلاعات)
3. سید اسماعیل خطیب (اطلاعات)
4. عبدالناصر همتی (امور اقتصادی و دارایی)
5. سید عباس عراقچی (امور خارجه)
6. محمدرضا ظفرقندی (بهداشت، درمان و آموزش پزشکی)
7. احمد میدری (تعاون، کار و رفاه اجتماعی)
8. غلامرضا نوری قزلجه (جهاد کشاورزی)
9. امین‌حسین رحیمی (دادگستری)
10. عزیز نصیرزاده (دفاع و پشتیبانی نیروهای مسلح)
11. فرزانه صادق (راه و شهرسازی)
12. سید محمد اتابک (صنعت، معدن و تجارت)
13. حسین سیمایی صراف (علوم، تحقیقات و فناوری)
14. سید عباس صالحی (فرهنگ و ارشاد اسلامی)
15. اسکندر مؤمنی (کشور)
16. سید رضا صالحی امیری (میراث فرهنگی، گردشگری و صنایع دستی)
17. محسن پاک‌نژاد (نفت)
18. عباس علی‌آبادی (نیرو)
19. احمد دنیامالی (ورزش و جوانان)

## واکنش‌ها
برخی از اصلاح‌طلبان و حامیان پزشکیان از وزرای پیشنهادی ابراز ناامیدی کردند. جبهه اصلاحات ایران روز پیش از معرفی کابینه به پزشکیان هشدار داد و گفت «اگر در گام‌های اول شکل‌گیری دولت خود، پیام امیدبخشی به مردم ندهید، نه تنها اعتماد ایجاد شده در رأی دهندگان سلب خواهد شد، بلکه شما نیز پشتوانه لازم را برای پیگیری وعده‌های داده شده خود به مردم در انتخابات، از دست خواهید داد.» محمدجواد امام، سخنگوی جبهه اصلاحات، پیش از اعلام این فهرست، از وزرای پیشنهادی ابراز نگرانی کرد و آن را ادامه «سکانداری نظامیان و شبه‌نظامیان بر سیاست» خواند. او افزود: «برخی از آن‌ها نه نسبتی با ⁧اصلاحات⁩ دارند و نه حتی به رویکرد اعتدالی نزدیک هستند. برخی دیگر هم اساساً به ضدیت با هر تغییر و اصلاحی شهره هستند.» آذر منصوری، دبیرکل جبهه اصلاحات، با انتقاد از کابینه به پزشکیان پیشنهاد کرد برای برخی وزارتخانه‌ها سرپرست تعیین کند تا بتواند وزرایی که نماد «وفاق ملی» هستند، معرفی کند.
محمدجواد ظریف، معاون پزشکیان، پیش‌تر وعده حضور چهره‌های جدید و جوان‌تر در کابینه داده بود. با این حال میانگین سنی وزرا حدود ۶۰ سال بود. حسین مرعشی، دبیرکل حزب کارگزاران سازندگی گفته است کابینه پیشنهادی با کابینه‌ای که شورای راهبری به پزشکیان معرفی کرده بود، ۵۰ درصد تفاوت دارد زیرا «استعلام» برخی افراد معرفی‌شده از نهادهای امنیتی «منفی» بود. علی اصغر شفیعیان، مدیر انصاف نیوز، به «محدودیت‌های قانونی و ساختاری رئیس‌جمهور» در انتخاب وزرا اشاره کرده که می‌تواند اشاره‌ای تلویحی به دخالت علی خامنه‌ای، ابراز نظر نهادهای امنیتی و احتمال رأی منفی مجلس اصولگرا به وزرا باشد. پیش از این فیاض زاهد و محمد مهاجری در روزنامه اعتماد از لزوم استعلام از نهادهای امنیتی مانند وزارت اطلاعات و سازمان اطلاعات سپاه برای انتخاب وزیران انتقاد کرده بودند.
مسعود پزشکیان در واکنش به انتقادات از وزرای پیشنهادی در ایکس نوشت: «مردم عزیز سرمایه بزرگ دولت شمایید، توجه و حساسیت شما در انتخاب اعضای کابینه ارزشمند است. بی‌تفاوتی به رفتار سیاستمداران جای خود را به انتقاد داده است. این یعنی ما یک گام به جلو رفته‌ایم. در مرحله انتخاب و بررسی کابینه از صاحبنظران متعددی مشورت گرفتیم و تلاش کردیم با رویکرد وفاق و همدلی، بهترین وضعیت ممکن را با ظرفیت‌های موجود رقم بزنیم. صبر کنید کابینه کار کند و آن را از روی عملکردش نقد کنید.» محمد جواد آذری جهرمی با واکنش به این توئیت نوشت: «انصاف این است که کابینه کار خود را آغاز کند و با عملکردش محک بخورد نه با گمانه‌ها…»
محمد هاشمی رفسنجانی (برادر اکبر هاشمی رفسنجانی) چیدمان دولت پزشکیان را از لحاظ تنوع شبیه دولت اول هاشمی رفسنجانی دانست. سید محمد علی ابطحی، فعال اصلاح طلب دربارهٔ این کابینه پیشنهادی گفت که «به لحاظ تخصص گرایی می‌توان گفت بیش از ۹۰ درصد افراد با نگاه تخصصی انتخاب شده‌اند» و «من چهره افراطی در کابینه نمی‌بینم.» وی همچنین به انتقادات وارد به کابینه پیشنهادی واکنش نشان داد و گفت: «بدنه اصلی کابینه افرادی هستند که کاملاً مناسب و همسو با دیدگاه‌های آقای پزشکیان هستند. بسیاری از انتقادهایی که پیش از شروع کار کابینه مطرح می‌شود، منصفانه نیست؛ باید منتظر بود و عملکرد این افراد را دید.»

## فرایند بررسی وزراء

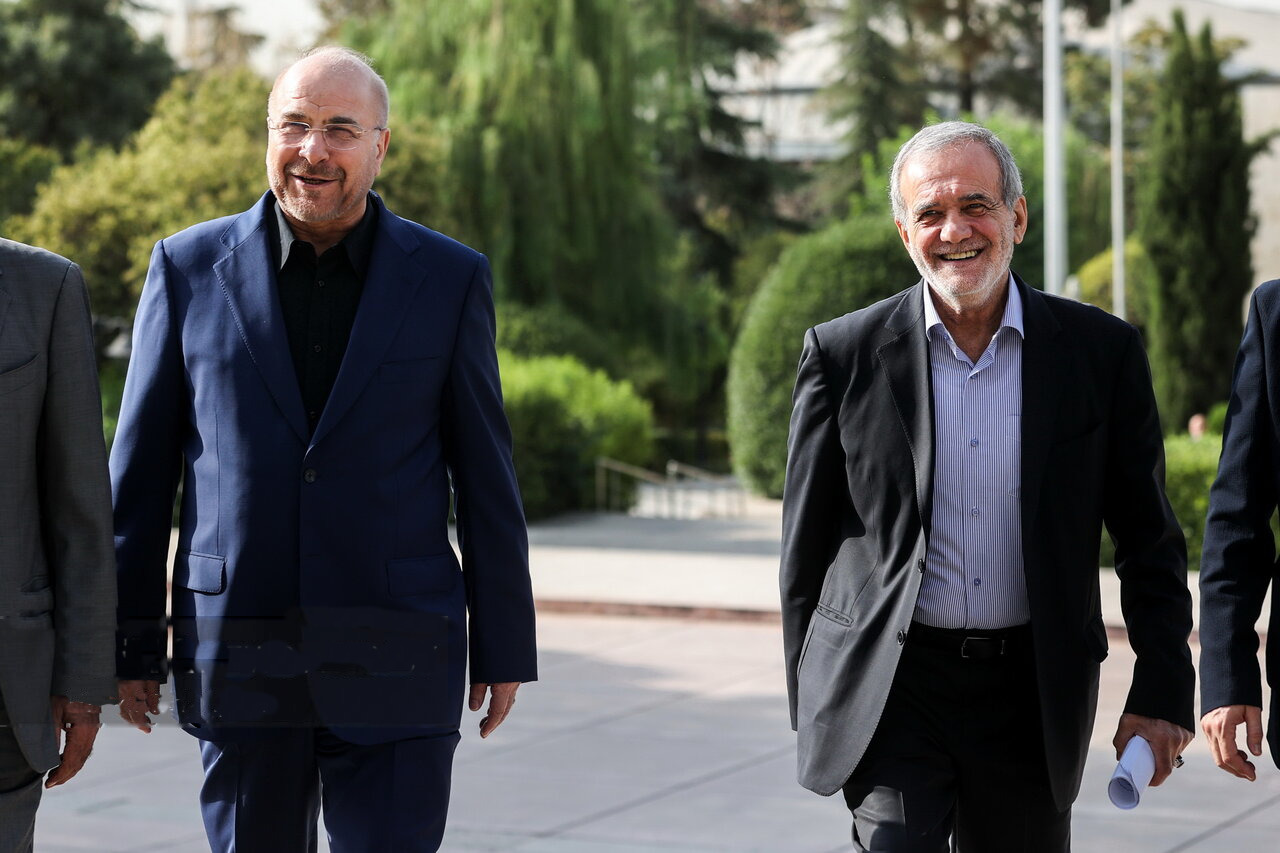
قدم زدن قالیباف و پزشکیان در حیاط مجلس قبل از آغاز اولین جلسه رای اعتماد

مسعود پزشکیان ۲۱ مرداد ۱۴۰۳، ۱۹ وزیر پیشنهادی را برای اخذ رای اعتماد به مجلس معرفی کرد. بعد از آن به مدت یک هفته، برنامه‌های وزرای پیشنهادی در جلسات کمیسیون‌های تخصصی مورد بررسی قرار گرفت و جلسات علنی مجلس از روز شنبه ۲۷ مرداد در دو نوبت صبح و بعدازظهر تا روز چهارشنبه ۳۱ مرداد برای بررسی صلاحیت کابینه معرفی شده مسعود پزشکیان تشکیل شد. در روز ۳۱ مرداد نمایندگان مجلس به وزرای پزشکیان رأی دادند و همه این وزراء توانستند از مجلس رأی اعتماد بگیرند. مسعود پزشکیان پس از سید علی خامنه‌ای، علی‌اکبر هاشمی رفسنجانی و سید محمد خاتمی، چهارمین رئیس‌جمهوری است که تمام وزرای پیشنهادی اش رای اعتماد نمایندگان مجلس را به خود جلب کرد.

### واکنش‌ها به رأی اعتماد مجلس به همه وزیران
غلامحسین اژه‌ای، رئیس قوه قضائیه در دیدار با پزشکیان، رأی اعتماد کامل مجلس به وزرای پزشکیان را «در بخش‌هایی بی‌نظیر و در بخش‌هایی کم‌نظیر» و «نعمت بزرگی برای کشور» توصیف کرد و گفت که این اتفاق «آثار داخلی و بیرونی مثبتی برای کشور دارد.» محمد شیاع السودانی، نخست‌وزیر وقت عراق تشکیل دولت جدید را به پزشکیان تبریک گفت. خبرگزاری ایسنا روز رأی‌گیری را «روز تاریخی مجلس» قلمداد کرد. سید حسن خمینی گفت: «باید از مجلس تشکر کنیم که با رای خوب به کابینه یک گام دیگر در جهت وفاق ملی برداشتند.»